# وانا (خواننده)
وانا (به انگلیسی: Vanna) با نام اصلی ایوانا رانیلوویچ-وردولجاک (به انگلیسی: Ivana Ranilović-Vrdoljak)(زاده ۱ سپتامبر ۱۹۷۰) خواننده کروات است.
او نماینده کرواسی در مسابقه آواز یوروویژن ۲۰۰۱ بود.